# 한문 위키백과

한문 위키백과(한문: 文言維基大典 문언유기대전)는 한문으로 된 위키백과이다. 2006년 7월 31일(음력 7월 7일)에 시작하였다. 2019년 4월 19일 기준 현재 9091개의 글이 올려져 있다.
기호는 zh-classical이다.
주로 한국어, 중국어, 일본어, 베트남어를 모어로 하는 동아시아계 사람들에 의해 편집되고 있다. 중국사와 일본 문화에 관한 문서를 중심으로 문서수가 늘어나고 있다. 최근에는 한국의 지리와 역사에 관한 글도 올라오고 있다. 세로쓰기는 기술적인 한계로 인해 기본적으로 사용하지 않고 있다. 다만 한시 감상과 같은 경우에는 HTML 태그를 사용, 변칙적으로 세로쓰기처럼 보이게 구현한 것도 있다(예시). 숫자는 모두 한자로 표기하고 있으나 대부분의 문서에서 0은 零의 약자인 〇을 사용한다.
아직 이 백과는 현대 중국어 표기 체계, 특히 중화민국·홍콩·마카오 등의 영향을 강하게 받고 있으며, 다른 한자 문화권 언어의 표기 체계를 지원하는 것은 미흡한 실정이다. 그 예는 다음과 같다.
- 한자는 기본적으로 정체자가 사용되고 있는데 주로 중화민국·홍콩·마카오에서 표준적으로 사용되는 것으로 사용되고 있다. 그래서 ‘教’(유니코드: U+6559)와 같이 중화민국에서는 정자로 취급하나 대한민국에서는 속자(俗字)로 취급하는 글자들이 널리 사용되고 있다.
- 한문 위키백과에서는 표점(標點: 구두점과 괄호·인용 부호 등의 보조 부호)을 쓰지 않는 전통 한문과 달리, 현대 언어처럼 표점을 사용하고 있다. 이것 역시 현대 중국어(특히 중화민국·홍콩·마카오)의 표기 방식이 사용되고 있고, 한국이나 일본의 방식은 사용되지 않고 있다.
- 고전어에 없는 현대어〔예: 總統(총통: 대통령)〕와 외래어〔예: 馬丁·路德(마르틴 루터)〕도 현대 한어가 기준이 되고 있다.